# Любовник на смъртта
Любовник на смъртта (на руски: Любовник смерти) е историческо-приключенски роман от руския писател Борис Акунин, издаден през 2001 г. Това е десетият роман (наречен „Дикенс“ детектив) за приключенията на Ераст Петрович Фандорин. Отличителна черта на романа е фактът, че неговото действие се извършва едновременно със събитията, описани в другия роман – „Любовница на смъртта“.

## Сюжет
Внимание:  Текстът по-долу разкрива сюжета на произведението (или части от него)!
... След като родителите им умират от холера, младият Сенка Скориков и по-малкият му брат Иван остават сираци. Възпитанието на Ваня поема мировият съдия Кувшиников, а Сенка попада в семейството на своя чичо – груб, жесток и алчен човек. Чичо му безмилостно експлоатира Сенка, натоварвайки го с тежка работа, държейки го полугладен, и редовно го бие. Решавайки да направи подарък на брат си, Сенка краде пари от магазина на чичо си и бяга от къщи. Оставайки бездомен, момчето попада в един от най-престъпните квартали на Москва – Хитровка, и скоро Сенка Скориков се превръща в един малък крадец с прякора Скорик. Заедно с приятелите си Скорик извършва кражби, и веднъж тяхна жертва става странен джентълмен – висок, на средна възраст, но с изцяло сиви бакенбарди.
Младите крадци дълго са преследвани от слугата на странния джентълмен – дебел, но необикновено пъргав азиатец, обаче момчетата успяват да избягат. Плячката на Скорик е незначителна – зелени мъниста (всъщност – нефритена броеница), които той дава на приятелката си, младата проститутка Ташка. И скоро, ходейки из Хитровка, Скорик за първи път среща Смъртта...
„Смъртта“ – така наричат необичайно красиво момиче, което живее в Хитровка и е любовница на опасния бандит с прякор „Княза“. Прозвището си тя е получила за това, че носи смърт на всички мъже, които свързват съдбата си с нея. Скорик случайно се запознава с нея и моли Смъртта да му помогне да попадне в бандата на Княза. Много неохотно тя се съгласява да помогне Скорик, и изпраща момчето с бележка право в леговището на Княза.
Престъпната банда е построена по правилата на тесте карти. Князът е Краля (поп), Смъртта е неговата Дама, следвана от Валето – убиец с психопатични наклонности с прякор Цайс, Десет, и така нататък, до и Шест включително. Асо в „колодата“ няма, защото тази „титла“ Князът може да се получи само в един случай – ако най-уважаваните престъпни авторитети на Москва му „дарят“ „титлата“. Но Князът има опасен съперник – Вампира, който също има „колода карти“, и който също претендира да е „Асо“ в престъпна Москва. Благодарение на протекцията на Смъртта, Скорик е приет в бандата на Княза, и в скоро време, когато при сблъсъци с бандитите на Вампира е убит „Шест“, Скорик става пълноправен член на бандата.
Първоначално сърцето на момчето се пълни с гордост от новия му „статус“, но когато Князът взема Скорик със себе си при „истинско“ престъпление, по време на което става двойно убийство, потресеният младеж бяга от бандата. Но нещастията на Скорик не свършват. Той отново се сблъсква с познатия азиатец, който изисква връщането на нефритената броеница. Бягайки от арогантния „китаец“, Скорик попада на мястото на ужасно престъпление. Бандата на Княза осакатява и убива цялото семейство на нещастен московски просяк, но ослепеният и умиращ глава на семейството, приемайки Скорик за сина си, разказва на момчето за намерено съкровище. Скорик открива заветното място, но съкровището му изглежда незначително – фини сребърни монети и странни метални пръти. И тогава момчето отново се срещна с „жертвите“ на своето престъпление – високият джентълмен със сивите бакенбарди и слугата му. Те най-накрая хващат „неуловимия“!
Скорик научава, че името на г-на е Ераст Петрович Неймлес, и на слугата му, който не е китаец, а японец – Маса. Ераст Петрович предлага на момчето да му върне нефритената броеница, и по искане на Скорик приятелката му Ташка връща подаръка на Ераст Петрович, но помага на момчето да избяга отново. Скорик занася намерените монети и пръчки в магазина на арменския бижутер Самшитов и се оказва, че „железните пръти“ са стари сребърни пръти, заготовки за сечене на пари, имащи голяма нумизматична стойност. За всеки от петте пръта момчето получава 400 рубли и стават богат. Като бивш дребен крадец Сенка Скорик започва нов живот...
Сенка решава да похарчи парите разумно. Той се настанява в хубав хотел, купува си хубави дрехи и решава да се заеме със своето възпитание и образование, за да стане достоен член на обществото. За учител на момчето се наема един студент, който му помага да овладее многобройните правила и традиции на новия си живот на възрастен. Скориков, не забравяйки за брат си, решава да посети съдията, където вижда, че Ваня внимателно и с любов е обезпечен с всичко, и живее в семейството на съдията като роден син. Постепенно Сенка става все по-образован и по-светски млад мъж, чете много, учи чужди езици, посещава на театри и музеи. По-късно, при Скориков се появява друг и учител – Маса, който неочаквано предлага на момчето да разкаже на Ераст Петрович своята история. Сенка не е готов да разкрие всичките си тайни на непознатите, но е щастлив да започне да се учи от Маса на японското изкуство на борба.
Сърцето на Скориков все още е пълно с любов към очарователното момиче на име Смъртта, и Сенка, след консултация с опитния донжуан Маса, решава да я посети. Всичко върви добре, Скориков почти съблазнява Смъртта, но в делото се намесва разяреният Княз. Сенка едва не загива, но благодарение на помощта на Смъртта успява да се скрие. Решавайки да попълни запасите си от пари, Скориков отново носи сребърни пръти на познатия си бижутер, но той е бил брутално убит. Като научава за това, г-н Неймлес категорично изисква от Скориков честно да разкаже всичко, и плачещият от страх Сенка изпълнява неговото искане. Ераст Петрович е наясно, че някой (може би Княза, а може би и други, все още неизвестни!) търсят древното съкровище, местонахождението на което е известно само на Скориков. За да научат повече, Ераст Петрович и Сенка отиват на гости при Смъртта, където стават свидетели на невероятно посещение. Последователно при Смъртта идват бандитът Вампира, полковникът Солнцев и приставът Будочник, и всеки ѝ се обяснява в любов и настоява тя напусна Княза и да принадлежи само на него. Всеки от „ухажорите“ обещава на Смъртта „златни планини“ в случай на съгласие, и я заплашва с тежки последици, ако тя му откаже.
Идвайки последен, Ераст Петрович предлага на Смъртта своята помощ. Той е готов да нагласи нещата така, че да избави нещастното момиче от всички ужасни фигури, които го заобикалят. Г-н Неймлес решава да улови всички престъпници на „стръв“, като предлага като примамка сребърното съкровище, което ползва Скориков. Променяйки няколко пъти външния си вид (своя и на Скориков) с помощта на грим и дрехи, Ераст Петрович успява да се договори с всички участници на бъдещата драма, за да дойдат те посред нощ в подземието за заветното съкровище. Всеки от злодеите е убеден, че съкровището ще получи само той, но г-н Неймлес има съвсем различен план...
Преоблеченият Скориков придружава Вампира до определеното място, където скоро Смъртта води Княза и Цайса, и след това се появява Ераст Петрович, придружен от полковник Солнцев и пристава Будочник. Злодеите са зашеметени, не разбират защо са на това място по едно и също време, но г-н Неймлес обяснява всичко. Всички злодеи, които са в подземието, са свързани със Смъртта, тя изглежда ги привлича към себе си. За г-н Неймлес те не са хора, а зли паяци, които са се оказали в една обща стая, и трябва да се изядат един друг. Полковникът се опитва да използва огнестрелно оръжие, но Ераст Петрович го възпира да го направи: тъмницата е много древна и най-малкият трус може да предизвика срутване и да ги погребе под купчината тухли. И след това „паяците“ се нахвърлят един на друг. В резултат на кратката, но ожесточена битка, всички престъпници умират, но Смъртта, която се опитва да помогне на Ераст Петрович, получава смъртоносна рана. Кръвта на очарователното момиче изтича и то умира пред очите им, и в отговор на въпрос на шокирания г-н Неймлес за мотивите за действията си, тя успява да прошепне съвсем слабо:
| „ | ... За да живееш. Не може с мен… Сега си вечен, никой не може да те победи. Аз, твоята Смърт, умрях... | “ |

... След завършване на всички работи в Москва, инженер Неймлес, Маса и Сенка Скориков започват мотокрос в Париж. В паметта им все още са пресни настъпилите трагични събития, така че всички са навъсени и мълчаливи. Няколко дни по-късно в ръцете на Скориков попада вестник, който описва кървавата драма в подземията на Москва, но ролята на г-н Неймлес и Маса не е спомената.

## Интересни факти
- В романа само веднъж се споменава името „Фандорин“, в останалите случаи Ераст Петрович се появява под псевдонима „инженер Неймлес“ – „инженер Безименен“ (на английски: Nameless).
- В романа той заявява, че идеята за броня на „превозно средство“, разработено от Ераст Петрович, е предложена от Сенка Скориков. Разбира се, това не е така. Предимството в създаването на бронята в историята на автомобилната индустрия се оспорва между двама изобретатели: чешкият инженер Леополд Свитак (1898 – предна броня на Татра) и англичанина Фредерик Ричард Симс (1901 – бронирана кола на Даймлер).